# Metoa punctata
Metoa punctata är en stekelart som beskrevs av Dasch 1984. Metoa punctata ingår i släktet Metoa och familjen brokparasitsteklar. Inga underarter finns listade i Catalogue of Life.